# Synagogue Lincoln Square
La Synagogue Lincoln Square est une congrégation orthodoxe moderne ainsi qu'une synagogue située au 180 Dixième Avenue dans le quartier de Lincoln Square, à Manhattan.
Fondée en 1964, la synagogue changea plusieurs fois d'endroit. Le bâtiment de 2013 est la plus grande synagogue bâtie à New York en plus de 50 ans. Le rabbin actuel est Rabbin Shaul Robinson.

## Histoire
La Synagogue Lincoln Square a été fondée en 1964 comme congrégation par le rabbin Shlomo Riskin. À la fin des années 1960, le premier groupe de prière féminin juif orthodoxe a été créée, lors des vacances de Sim'hat Torah à la Synagogue Lincoln Square.
Le bâtiment en travertin qu'il occupait autrefois au 200 Amsterdam Avenue, à seulement 76 m de son bâtiment actuel, a été construit en 1970, et a été conçu par la firme Hausman & Rosenberg. Parce qu'elle était devenue trop grande pour ce bâtiment, la synagogue se rendit dans un nouveau bâtiment, réalisé par CetraRuddy Architecture, en mi-janvier 2013, après un processus de développement qui dura sept ans. Le déménagement fut la conséquence d'un échange de terrain entre la synagogue et la société de développement American Continental Properties, dont la congrégation reçut 20 millions de dollars pour aider à payer la construction du nouveau bâtiment. Malgré cela, ainsi que les 10 millions de dollars récoltés par la congrégation, la construction a été suspendue en 2010 en raison d'un manque de fonds, qui a été compensé par une contribution de 20 millions de dollars d'un donateur anonyme. L'ancien bâtiment étant remplacé par une tour d'appartements de luxe appelée 200 Amsterdam Avenue,,.
Le nouveau bâtiment, la plus grande nouvelle synagogue à New York en cinquante ans, a cinq étages et constitue 4 800 m2, comprenant une capacité permettant d'accueillir 429 personnes. La forme en fer à cheval des sièges du sanctuaire de l'ancien bâtiment a été conservée, mais avec certains changements aidant à se concentrer sur l'arche.
Le bâtiment remporta le prix de l'Éclairage architectural 2015 pour son éclairage intérieur.

## Clergé

### Rabbin Shaul Robinson
Rabbin Shaul Robinson est actuellement le rabbin supérieur à la synagogue Lincoln Square. Robinson tint ce poste depuis le 1er septembre 2005. On lui attribue la création et la direction du tout premier « Département de développement rabbinique professionnel » au Royaume-Uni. 

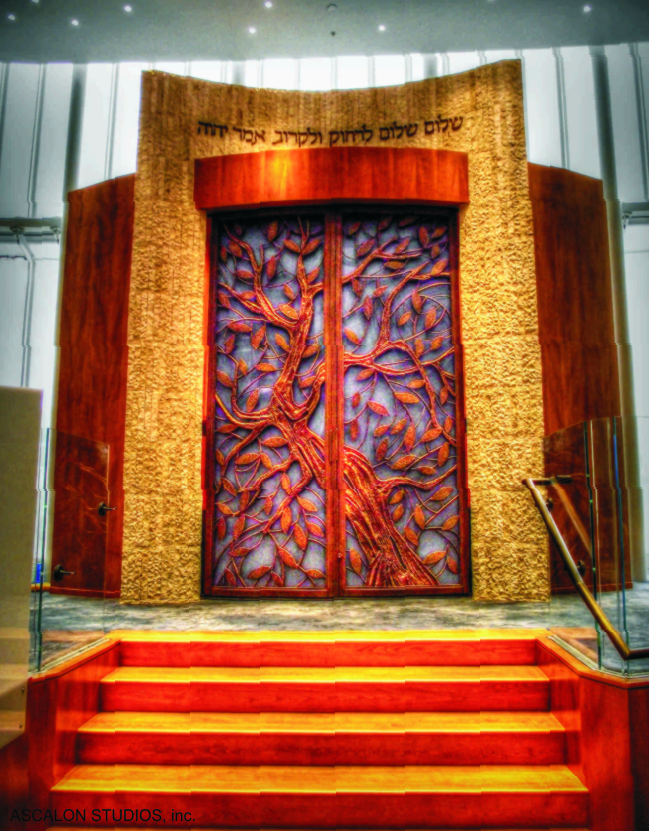
L'Arche sainte, le point focal esthétique et spirituel du nouveau sanctuaire de la synagogue de Lincoln Square, conçue par David Ascalon.

### Chantre Sherwood Goffin
Le Chantre Sherwood Goffin servit la synagogue depuis sa fondation en 1965 jusqu'à sa démission en 2015, agissant uniquement comme Chantre occasionnellement le jour du Shabbat. Le chantre Goffin fut seulement directeur d'école de l'École hébraïque Feldman (Synagogue Lincoln Square) depuis 1965. Il obtint sa titularisation "Chantre pour la Vie" en 1986. Le chantre Goffin travailla avec le chantre Yaakov Lemmer. Goffin mourut le 2 avril 2019.

## Personnalités notables
- Elena Kagan, la future juge de la Cour suprême des États-Unis reçut sa Bat-mitsvah à la synagogue. Elle fut la première fille à devenir bat-mitsvah à la synagogue Lincoln Square[11].

## Références

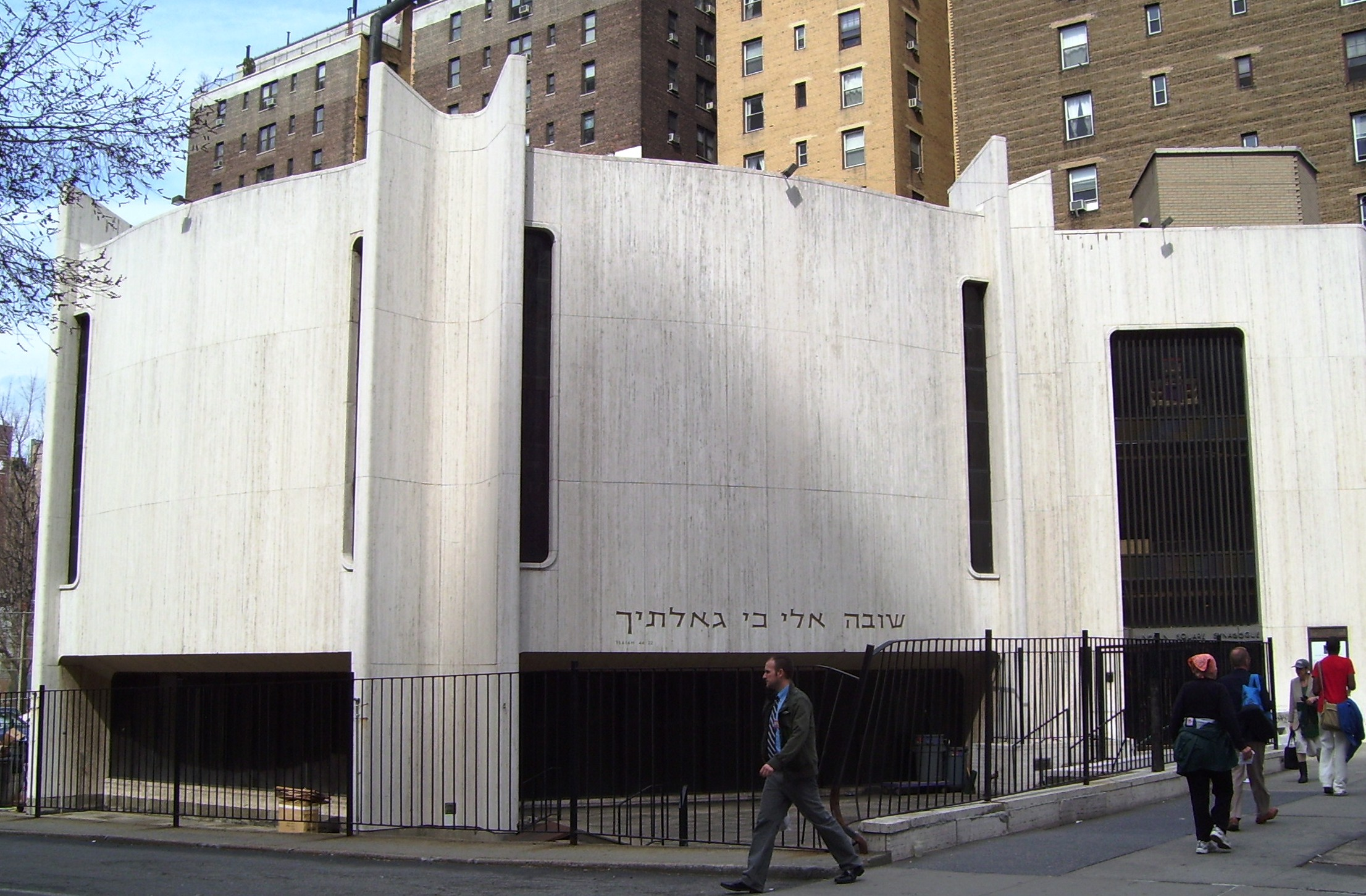
Le bâtiment de la synagogue de 1970 à 2013